# وطأة اليقين محنة السؤال وشهوة الخيال
وطأة اليقين محنة السؤال وشهوة الخيال، رواية صدرت في 2017 للروائي هوشنك أوسي كاتب، شاعر، صحفي وروائي سوري من مواليد عام 1976 توجت الرواية بجائزة كتارا للرواية العربية عن فئة الروايات المنشورة 2017.

## ملخص الرواية
الرواية تستكشف قصة معارض سوري يعيش تجربة حياتية معقدة بعد خروجه من السجن، حيث يواجه إحباطًا ويتجه نحو الكتابة. تتداخل حياته مع أحداث الثورة السورية وتتنوع في أماكنها بين عدة دول. بدلاً من بطل مركزي، يتم التركيز على مجموعة من الشخصيات، ويتم طرح أسئلة حول الحياة، الموت، الحب، والكراهية، بالإضافة إلى تناول التوازن الدولي والإقليمي في الصراع السوري. يتم توظيف تقنيات سرد متنوعة، وتبرز أماكن الأحداث كأبطال في الرواية. القصة تأخذ منعطفًا غير تقليديًا حيث يتمزج الواقع والخيال، وتنتهي بنهاية مفتوحة تترك للقارئ حرية استكمال الحكاية.

## جوائز
توجت الرواية بجائزة كتارا للرواية العربية في فئة "الروايات المنشورة" 2017.